# شركة النصابين (فلم هندي)
شركة النصابين (بالإنجليزية: Badmaash Company) (الهندية: बदमाश कंपनी، وهذا يعني حرفيا "شركة روغ") هو فيلم هندي 2010 كوميدي و احتيال من إخراج الممثل الذي تحول إلى مدير بارميت سيتي، التي تنتجها أديتيا شوبرا وبطولة شاهيد كابور، أنوشكا شارما، ميونغ شانغ وفير داس في الأدوار القيادية. صدر الفيلم يوم 7 مايو 2010 تحت راية ياش راج فيلمز. كان متوسط في شباك التذاكر. القيلم مستوحاة من الفيلم 21،.

## وصلات خارجية
- مقالات تستعمل روابط فنية بلا صلة مع ويكي بيانات